# Лбов, Герман Степанович
Герман Степанович Лбов (1926—2012) — советский инженер-электрик, специалист в области технологии, планирования и организации производства; Лауреат Ленинской премии (1984).

## Биография
Родился 27 июля 1926 года в посёлке Юговского завода Юговского района Пермского округа Уральской области.
С 1951 года после окончания Уральского политехнического института направлен в город Красноярск, работал мастером, старшим мастером, с 1956 года заместителем начальника Электроприборного цеха Красноярского машиностроительного завода.
С 1956 года работал в системе атомной промышленности СССР, направлен в закрытый город Челябинск-70. С 1956 года работал инженером, начальником Лаборатории типовых испытаний, начальником Приборного цеха, с 1966 года заместителем главного инженера, с 1970 года главным инженером, с 1981 по 1989 годы директором Опытного завода Всероссийского научно-исследовательского института технической физики. Г. С. Лбов внёс значительный вклад в организацию изготовления и испытания опытных образцов ядерного оружия.
С 1981 по 1988 годы избирался депутатом городского Совета депутатов трудящихся и членом бюро ГК КПСС города Свердловска-45. С 1989 года на пенсии.
Умер 21 июня 2012 года в Екатеринбурге. Похоронен на Окружном кладбище.

## Награды
Источники:

### Ордена
- Орден Октябрьской революции (1977)
- Орден «Знак Почёта» (1969)

### Медали
- Медаль «За трудовую доблесть» (1961)

### Премии
- Ленинская премия (1984)